# La Clef d'or (conte de George MacDonald)
Pour les articles homonymes, voir La Clé d'or.
La Clef d'or (The Golden Key) est un conte de fées de George MacDonald paru en 1867 dans le recueil Dealings with the Fairies.
Il relate les aventures d'un jeune garçon qui part à la recherche d'une clef d'or au bout de l'arc-en-ciel.
Il a été publié en français en 1981 sous le titre La Clef d'or, dans une traduction de Pierre Leyris aux éditions Bordas.